# Sukarami (Buay Sandang Aji)
Sukarami is een bestuurslaag in het regentschap Ogan Komering Ulu Selatan van de provincie Zuid-Sumatra, Indonesië. Sukarami telt 1179 inwoners (volkstelling 2010).